# Szörénykanizsa
Szörénykanizsa (1913-ig Kanizsa, románul: Cănicea) falu Romániában, a Bánságban, Krassó-Szörény megyében.

## Fekvése
Az Orsovai-hegység nyugati lábánál, Somosrévétől nyugatra, Domásnyától légvonalban 3 km-re délkeletre, Somfa és Domásnya között fekvő település. A DN6-os főúton közelíthető meg.

## Története
A falu nevét 1535-ben említette először oklevél Kanych, utraque Kanych formában.
1543-ban Also Kanichya, Felseo Kanichya, 1582-ben Kanisa, 1769-ben Kanisa, 1808-ban Kanisa ~ Kanizsa, Kanischa, Kanixa, 1888-ban Kanizsa, 1913-ban Szörénykanizsa néven volt említve.
A trianoni békeszerződés előtt Krassó-Szörény vármegye Sztregovai járásához tartozott.
1910-ben 491 görögkeleti ortodox román lakosa volt.
A 2002-es népszámláláskor 410 lakosa mind román volt.